# Euchromia pratti
Euchromia pratti är en fjärilsart som beskrevs av Bethune-Baker. Euchromia pratti ingår i släktet Euchromia och familjen björnspinnare. Inga underarter finns listade i Catalogue of Life.